# Lâu đài Nový Berštejn
Lâu đài Nový Berštejn (tiếng Séc: Zámek Nový Berštejn) là một lâu đài lịch sử có từ thế kỷ 16, tọa lạc ở làng Nový Berštejn, thuộc huyện Česká Lípa, vùng Liberec, Cộng hòa Séc. Công trình này có tên trong danh sách các di tích văn hóa của Cộng hòa Séc.

## Lịch sử
| Mốc lịch sử | Mô tả |
| ----------- | --- |
| Thế kỷ 16   | Lâu đài được gia đình quý tộc Berks của Dubá xây dựng vào giai đoạn 1524 - 1538. |
| Thế kỷ 17   | Václav Berka tham gia vào phe nổi dậy chống hoàng tộc Habsburg, nên sau khi trận chiến Núi Trắng kết thúc, lâu đài bị tịch thu. Sau đó, những chủ nhân mới của lâu đài lần lượt là các gia tộc: Wallenstein, Buttler (1634 - 1723) và Šporck (1723 - 1810). Bá tước František Karel Rudolf Swéerts-Sporck đã xây dựng lại lâu đài theo phong cách Baroque theo thiết kế của kiến trúc sư Václav Špaček đến từ Praha. |
| Thế kỷ 18   | Václav Berka tham gia vào phe nổi dậy chống hoàng tộc Habsburg, nên sau khi trận chiến Núi Trắng kết thúc, lâu đài bị tịch thu. Sau đó, những chủ nhân mới của lâu đài lần lượt là các gia tộc: Wallenstein, Buttler (1634 - 1723) và Šporck (1723 - 1810). Bá tước František Karel Rudolf Swéerts-Sporck đã xây dựng lại lâu đài theo phong cách Baroque theo thiết kế của kiến trúc sư Václav Špaček đến từ Praha. |
| Thế kỷ 19   | Václav Berka tham gia vào phe nổi dậy chống hoàng tộc Habsburg, nên sau khi trận chiến Núi Trắng kết thúc, lâu đài bị tịch thu. Sau đó, những chủ nhân mới của lâu đài lần lượt là các gia tộc: Wallenstein, Buttler (1634 - 1723) và Šporck (1723 - 1810). Bá tước František Karel Rudolf Swéerts-Sporck đã xây dựng lại lâu đài theo phong cách Baroque theo thiết kế của kiến trúc sư Václav Špaček đến từ Praha. |
| 1918 - 1945 | Lâu đài Nový Berštejn là nơi gặp gỡ của giới nghệ sĩ, và sau đó trở thành kho lưu trữ của Đức Quốc Xã. |
| 1945 - 1990 | Năm 1945, lâu đài được quốc hữu hóa. Sau đó, lâu đài cùng với công viên gần đó dần bị bỏ hoang và trở nên hoang tàn. |
| Từ năm 1991 | Miroslav Slezák mua lại lâu đài và công viên này vào năm 1991, và tiến hành cải tạo khu bất động sản từ năm 1992 đến năm 1996. Từ năm 1996, lâu đài được sử dụng làm khách sạn, còn công viên thì có thêm sân gôn và sân quần vợt. |